# Entrevista periodística

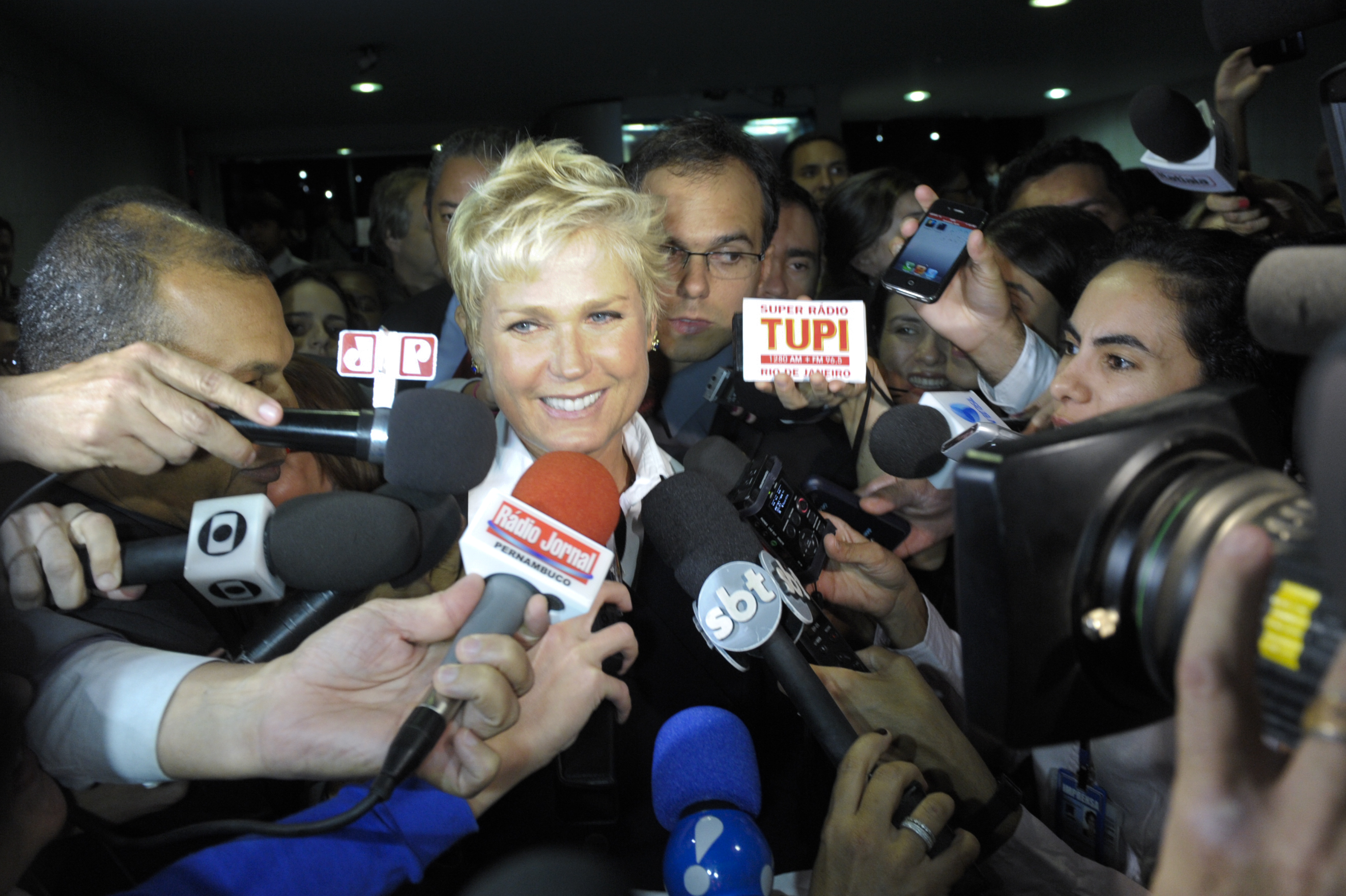
Xuxa durante una entrevista.

Una entrevista es un diálogo entablado entre dos o más personas: el entrevistador formula preguntas y el entrevistado las responde. Se trata de una técnica empleada para diversos motivos, investigación, temas de interés, selección de personal o divulgación científica. Una entrevista no es casual sino que es un diálogo interesado con un acuerdo previo e intereses y expectativas por parte tanto del entrevistador como del entrevistado.
"La entrevista es la más pública de las conversaciones privadas. Funciona con todas las reglas del diálogo privado, pero está construida para el ámbito público. El sujeto entrevistado sabe que se expone a la opinión de la gente. Por otra parte, no es un diálogo libre con dos sujetos. Es una conversación radial, o sea, centrada en uno de los interlocutores, y en la que uno tiene el derecho de preguntar y el otro de ser escuchado".

"La entrevista periodística es un intercambio entre dos personas físicas y unas cuantas instituciones que condicionan subjetivamente la conversación".

## El entrevistador
- El entrevistador debe tener disposición para así llevar a cabo con éxito una entrevista. Debe tener seguridad al momento de empezar a emplear las preguntas.

- Debe hablar de manera clara, precisa y en voz entendible.
- Es conveniente que el entrevistador hable en voz regulable ya que puede ayudar a mejorar de alguna u otra manera el resultado de la entrevista.
- Debe tener buena y clara letra para que sean entendibles las respuestas del entrevistado.
- Las preguntas debe hacerlas de manera natural para que el entrevistado responda con sinceridad y se sienta a gusto entrevistándose.
- Las preguntas deben ser precisas y deben ser sencillas (cortas), deben ser exactas a lo que se quiere preguntar, y adecuadas al nivel educativo del entrevistado, y la entrevista debe ser en el menor tiempo posible, o depende de la disponibilidad de tiempo de ambas partes.
- El entrevistador debe estar seguro de lo que desea preguntar, si es necesario anotar las preguntas antes de comenzar la entrevista.
- El entrevistador debe estar preparado para realizar preguntas improvisadas a partir de las respuestas debe de procurarse que las preguntas sean de acuerdo al tema.

## El entrevistado
Uno de los requisitos para que haya una entrevista es que el sujeto entrevistado esté de acuerdo. Esto ocurre normalmente porque tiene algún interés en ser entrevistado. Las cinco razones principales que puede tener son las siguientes:
- Por su propio ego: Por el deseo de aparecer en los medios o que se escuche su opinión.
- Por publicidad: Sobre todo los políticos y entre ellos los famosos, que dependen de la publicidad para influir en la opinión pública o para continuar en la brecha. Consideran las entrevistas como publicidad gratuita.
- Por dinero: Aunque según muchos códigos deontológicos los periodistas no deberían pagar a los entrevistados es una práctica frecuente en medios sensacionalistas o amarillistas. Algunos famosos llegan a tener grandes ingresos por ello.
- Para ayudar al periodista: Algunos sujetos se dejan entrevistar simplemente para ayudar al periodista en el desempeño de su trabajo.
- Por gratitud: El entrevistador logra que el entrevistado acceda a contestar las preguntas sin oponer resistencia mediante un diálogo introductorio predefinido.

La entrevista como instrumento de investigación ha sido utilizada de forma ambiciosa por antropólogos, sociólogos, psicólogos, politólogos o economistas. Por ello gran parte de los datos con que cuentan las ciencias sociales proceden de las entrevistas. Los científicos sociales dependen de ellas para obtener información sobre los fenómenos investigados y comprobar así sus teorías e hipótesis.
La entrevista periodística se distingue fundamentalmente por tres factores:
- Un evidente interés hacia la persona entrevistada.
- Pericia en el manejo de la técnica de pregunta y respuesta.
- Voluntad manifiesta de difundir el resultado en un medio de comunicación.

Pero además de una técnica, utilizada por los profesionales para recabar información, la entrevista es sobre todo un género periodístico. La entrevista es una de las técnicas más utilizadas.

## Tipos de entrevista
La entrevista tiene un número de variantes casi indeterminadas, a continuación se citan varios tipos de entrevista que aparecen en los medios de comunicación:
- Perfil o semblanza: Es cercano a la biografía, está basado en la combinación de fuentes documentales y testimoniales con datos obtenidos de la persona entrevistada para hacer de él un retrato escrito. Se revelan aspectos íntimos del entrevistado.
- De opinión: Este tipo de entrevista es en el que se preocupa por los ideales, opiniones y comentarios personales del entrevistado. En esta se deberá destacar los puntos ideológicos del entrevistado.
- Periodística: Se aplica a un especialista en un tema específico. Normalmente se utiliza para formular o complementar una noticia o reportaje, por eso se destacan puntos notables del tema del que se está hablando, normalmente se complementa de una vigorosa investigación.
- Cuestionario fijo: En algunos medios se usa periódicamente con distintas personas. Abarca registros diferentes, desde el humor hasta la seriedad.
- De investigación o indagación: No aparece publicado con forma de entrevista. Se utiliza para obtener o contrastar información.
- Interpretativa: También conocida como creativa, de personaje, etcétera. Se interesa por el personaje de una manera global. Interesa el valor estético del texto y el interés humano.
- Apreciativa: Está basado en la suposición que las organizaciones cambian en función de las preguntas que se hacen; aquellas organizaciones que indagan en sus problemas y dificultades obtendrán más de lo mismo, pero aquellas que intenten descubrir qué es lo mejor que pueden encontrar en sí mismas descubrirán cómo tener éxito.

Cuando la entrevista se realiza tiene un proceso productivo en el área de textos:
- Laboral: Para informarse, el entrevistador valora al candidato a un puesto de trabajo, para saber si puede ser apto o no para realizar su función.
- Entrevista de personalidad: Se realizan con la finalidad de analizar psicológicamente a un individuo y en función de esta y otras técnicas determinar el tratamiento adecuado.
- Informativa  de actualidad: Es la vinculada con los hechos del día; es noticiosa, por tanto, se redacta en forma de noticia. Jamás se titula con frases textuales.
- De divulgación: Sobre temas especializados en avances o descubrimientos científicos, médicos, tecnológicos, etc., o temas de actualidad o de interés permanente.
- Testimoniales: Las que aportan datos, descripciones y opiniones sobre un acontecimiento o suceso presenciado.
- Declaraciones: Datos, juicios u opiniones recogidos textualmente.
- Encuestas: Preguntas destinadas a obtener información sobre la opinión de un sector de la población sobre un tema, se utiliza para obtener información relevante u ofrecer una muestra de lo que piensan representantes de distintos sectores sociales, sobre un tema de actualidad o interés permanente.

## Otros tipos
Se pueden realizar en varios tipos de entrevistas como las siguientes:    
- Por su objetivo: Entrevista de opinión, entrevista de noticia o entrevista de personalidad.
- Por el canal, por el que se obtiene: Personal, telefónica o por cuestionario (remitidas a través de correo postal, fax, etc.)
- Por el número de entrevistados: Propiamente dicha, colectiva o de prensa: dos o más entrevistadores.
- Por su modalidad: Entrevista estructurada o formal (preguntas previamente establecidas) o entrevista no estructurada (desarrollo sin preguntas).
- Por su estructura:
  - Entrevista abierta: Todas las preguntas son abiertas, es decir se plantea una serie de preguntas que el entrevistado puede dar su respuesta libremente. Ej.: ¿Qué piensa del desempeño de ...?
  - Semiabierta: Incluye preguntas abiertas pero algunas son cerradas - solo es posible contestar por si, por no o de lo contrario no contestar. La mayoría de las preguntas (más de la mitad) han de ser abiertas, de lo contrario sería una encuesta.
- Entrevista informativa: mediante este tipo se obtiene información de aspectos personales, escolares, familiares, etc.

## Presencia televisiva

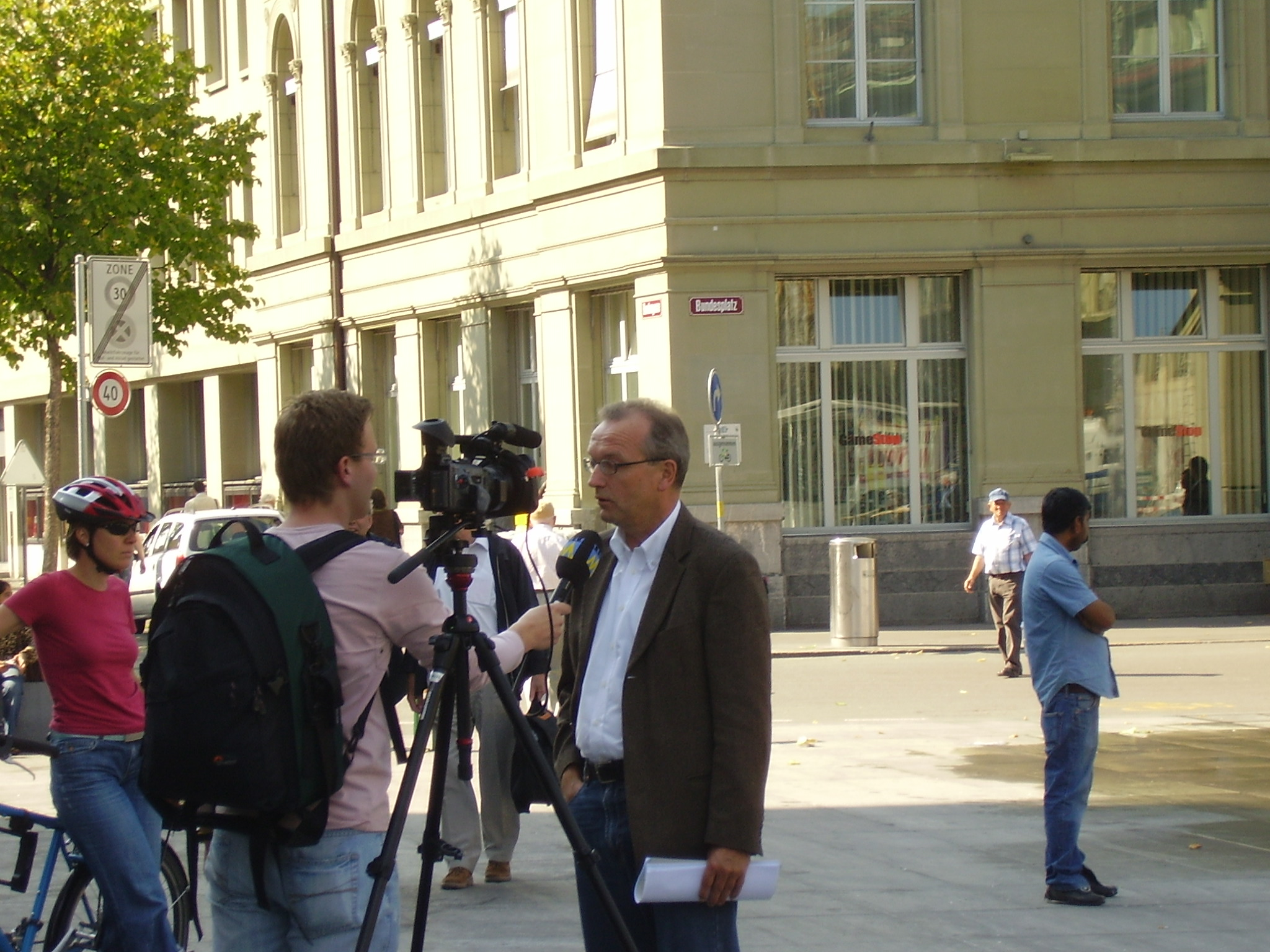
Un periodista entrevista a un político suizo.

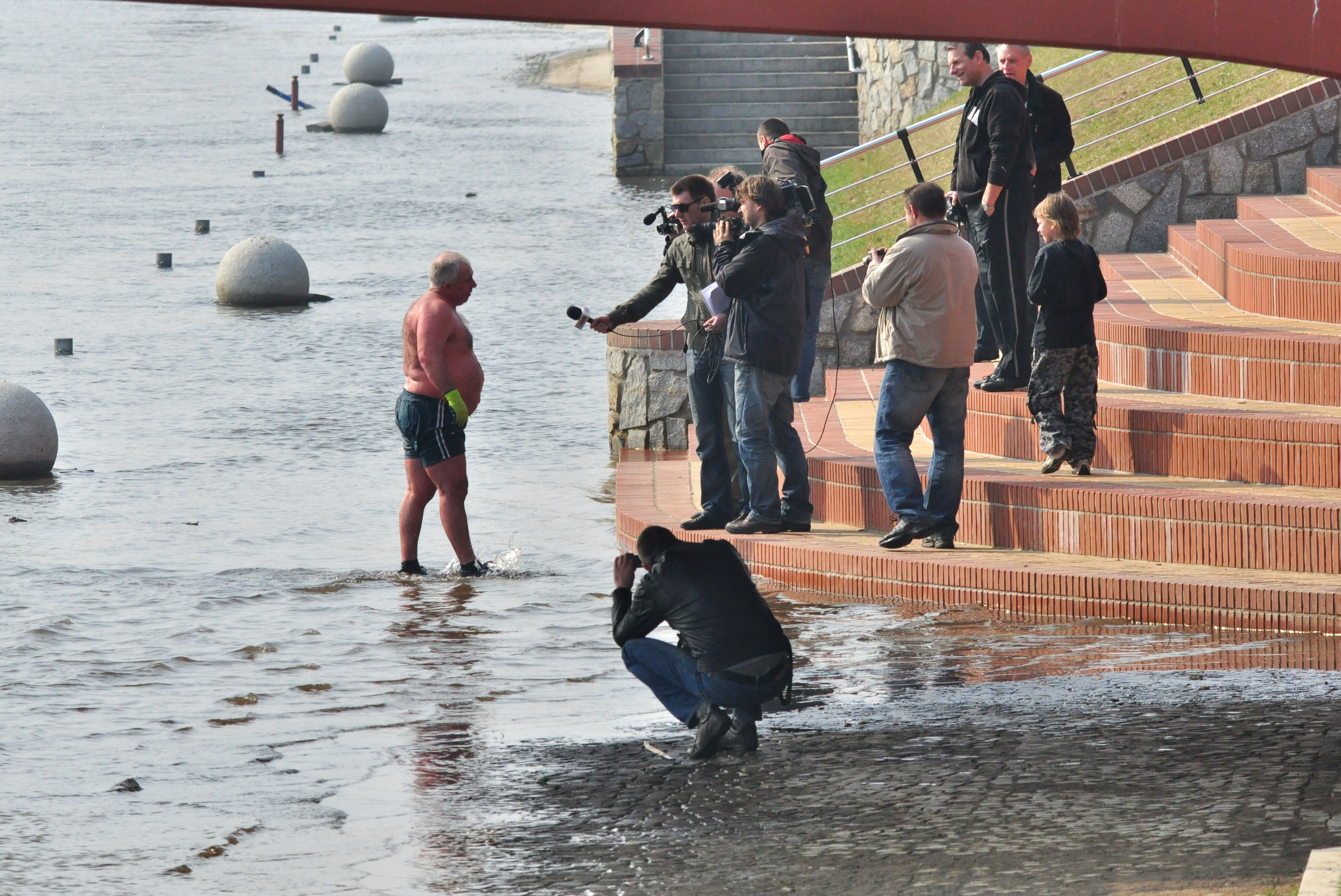
Entrevista en la playa.

Con esta entrevista se pretende obtener la versión que una persona tiene sobre determinado tema hecho o fenómeno que es noticia o la explicación de este y/o como ocurrió.
La cámara se sitúa en zonas de gran afluencia de personas y el periodista pregunta por ejemplo: a los pasajeros de los buses de transporte y a los peatones la opinión que les merece la noticia en sí o entrevistan a una testigo de un accidente automovilístico. El resultado de la entrevista consta de dos partes: una, la noticia misma, y otra, donde se recogen un conjunto de opiniones que casi se reducen a "bien", "mal" o "indiferente". Esta fórmula suele ser atractiva para la audiencia porque se muestran algunas opiniones de la gente de la calle.
En el ámbito de los servicios informativos de una cadena, la entrevista es un género de gran importancia, con tantos formatos como necesidades existentes y, normalmente, con unos costos bastante reducidos. La encuesta callejera, conocida en la jerga profesional como vox populi, es un recurso que cada vez tiene menos presencia en los informativos de televisión. Es más una forma de completar la información de la que se presume que tendrá una fuerte incidencia social.

### Entrevista en directo
En contadas ocasiones en que se quiere destacar un acontecimiento extraordinario, se pide al protagonista de una noticia que acuda a la emisora para participar como entrevistado dentro del telediario. Se trata de un formato inusual y que debe administrarse con prudencia.
Personajes de gran relieve, decisiones muy importantes o informaciones de gran trascendencia informativa permiten que, en unos minutos, su protagonista pueda explicarlos a la audiencia.
El encargado de realizar esta entrevista es el conductor-presentador, quien se ocupa de comentarlo. Normalmente, el entrevistado se puede imaginar cuáles van a ser las preguntas en torno a las que va a girar la entrevista. Lo difícil es hacer que sus respuestas no ocupen más de dos o tres minutos en total, para que encajen correctamente en el telediario.

### Burbuja
Entre los profesionales de la televisión se suele aludir a la burbuja como al ambiente que se debe crear en torno al entrevistado para que el utillaje y el movimiento natural del estudio no le afecte. A la parafernalia por la que pasa el entrevistado (maquillaje, iluminación, colocación del micrófono de corbata, etcétera.) se le añade la impresión que supone estar rodeado por un gran número de cámaras en continuo movimiento. En medio de todas estas circunstancias, corresponde al entrevistador conseguir el clima necesario para que el personaje se olvide de todo lo que le rodea y pueda dedicarse en exclusiva a lo que se pretende de él, por medio de la burbuja. Muchas veces el entrevistado necesita de la complicidad del entrevistador y de otra persona.

## Fases de la entrevista
La entrevista al considerarse un proceso comunicativo y de interacción social, se constituye en cuatro fases, tomando en cuenta el antes, el durante y el después de la entrevista.

### Preparación
Lo primordial en esta primera fase es elegir el personaje y el tema a desarrollar durante el encuentro con el entrevistado. El periodista deberá estar informado de lo que acontece en su país y del tema que ha seleccionado o que le fue asignado por el medio de comunicación en el que labora. La investigación y búsqueda de datos relevantes en revistas, periódicos, libros y archivos, le permitirán al periodista ahondar a profundidad sobre el tema y el personaje.
En esta fase, antes de concretar el día, la hora y el lugar de la entrevista, es primordial que el periodista elabore un cuestionario con las posibles preguntas relacionadas con el tema a desarrollar. La ventaja de emplear este recurso, es que se convierte en una guía para el entrevistador al momento de formular las preguntas, además de que dicho instrumento fortalece el conocimiento del tema.
Otro aspecto importante es tomar las previsiones de los materiales a emplear en la entrevista como una libreta para las anotaciones, bolígrafo, un grabador, una cámara fotográfica.

### Realización
Durante el desarrollo de la entrevista, se sugiere iniciar un diálogo con el entrevistado para "romper el hielo". Sin duda, el hecho de entrevistar a un personaje de importancia, con dominio del tema y habilidad para comunicarse, en ocasiones resulta difícil para el periodista, por ello es necesario iniciar un intercambio de palabras que propicien una entrevista cómoda y de confianza.
Al momento de iniciar la entrevista, el reportero deberá grabar la entrevista, tomar anotaciones de datos o informaciones expresadas por el entrevistado; de allí podrían surgir otras interrogantes que el periodista podrá formular de ser necesario.
Cuando el entrevistador tiene conocimiento del tema, tendrá seguridad y no dudará al momento de formular las preguntas. En el caso de que el personaje no responda algunas interrogantes, es tarea del periodista volver a preguntar, usando un tono de voz adecuado y no agresivo.
Otra recomendación para el periodista es no interrumpir sin motivo alguno, de hacerlo, deberá ser para reformular alguna pregunta o para complementar las ideas expresadas por el personaje.

### Evaluación y análisis de los datos
En esta fase, el periodista recolectará todo el material, incluyendo las notas y las grabaciones. Al realizar un análisis profundo de la información obtenida por el entrevistado, el reportero podrá jerarquizar los datos de mayor a menor importancia para la redacción.

### Redacción y edición
La entrevista puede redactarse de dos maneras, la primera, en forma de interrogatorio tipo preguntas y respuestas y la segunda, como texto literario, de esta forma se pueden utilizar recursos literarios y otras técnicas que enriquecerán el trabajo de redacción.